# Omar Gasparini
Omar Gasparini (nacido en Azul) es un escultor y escenógrafo argentino. Se ha destacado por representar el barrio de La Boca. Director del Grupo de Teatro Catalinas.
Colaboró en el guion y la escenografía del filme Las travesuras de Cepillo (1981) dirigido por Jorge Pantano.

## Obra
Existen obras suyas expuestas permanentemente en:
- Ciudad de Buenos Aires:
  - Parque Lezama (en frente): Mural Escenográfico (Gasparini coordinó el equipo de artistas de La Boca que lo realizó)[1]
  - Puerto Madero: Escultura en memoria de los trabajadores portuarios desaparecidos: Eduardo De Pedro, José Manuel Moreno, Francisco Pana, Rubén Correa y Osvaldo Camarotti. Ubicada en el Boulevard Azucena Villaflor.
  - Avellaneda: "La patria se construye". Escultura que, en el marco de los festejos del bicentenario de la república, fue donada al Centro Cultural Antonio Hugo Caruso, frente a la plaza Estela de Carlotto. El centro cultural se erige donde funcionaba el antiguo mercado de abasto en Avellaneda y ahí permanecerá la escultura, que pertenecía a la muestra "La patria dibujada".